# 北海道道400号小頓別停車場線
北海道道400号小頓別停車場線（ほっかいどうどう400ごう しょうとんべつていしゃじょうせん）は、北海道枝幸郡中頓別町内を結ぶ一般道道（北海道道）である。

## 概要
- 実延長は46 mで、道道の中では2番目に短い。なお、最短の路線は北海道道393号遠別停車場線で42 m。
- 全長11 mのあゆみ橋を渡り終点に至る。あゆみ橋は、1962年（昭和37年）完成の駅前橋を1990年（平成2年）に架け替えた。橋の下には頓別川が流れていたが、改修工事のため流路が変更され、川は埋め立てられた。
- 両方向の車線に歩道が整備されている。
- かつては路線番号案内標識が設置されていたが、現在は撤去されている。

### 路線データ
- 起点：北海道枝幸郡中頓別町字小頓別（旧JR北海道 天北線 小頓別駅跡）
- 終点：北海道枝幸郡中頓別町字小頓別（国道275号交点）
- 路線延長：46 m（実延長）

## 歴史
- 1961年（昭和36年）3月31日 路線認定[1]。

旧道路法の時代には、道道枝幸港小頓別停車場線という路線があった（準地方費道59号）。1920年（大正9年）4月1日認定、1954年（昭和29年）3月30日廃止。

## 地理
終点近くには、2000年（平成12年）に登録有形文化財として登録された旧丹波屋旅館が建っている。1914年（大正3年）頃建築の和館と、1927年（昭和2年）頃建築の洋館で構成された建物である。

### 通過する自治体
- 宗谷総合振興局
  - 枝幸郡中頓別町

### 交差する道路
中頓別町
- 国道275号 - 小頓別（終点）
  - 北海道道12号枝幸音威子府線（国道275号重複区間）